# Strizz
Strizz ist eine von Volker Reiche für die Frankfurter Allgemeine Zeitung (F.A.Z.) gezeichnete Comic-Strip-Serie, deren Hauptfigur ebenfalls denselben Namen trägt. Sie erschien von Mai 2002 bis Dezember 2010. Seit Mitte März 2015 wird die Serie wieder fortgesetzt.

## Erscheinen
Nach einer längeren Konzeptionsphase erschien am 21. Mai 2002 der erste Streifen auf der letzten Seite des Feuilletons der Frankfurter Allgemeinen Zeitung.
Fortan erschien Strizz sechs Jahre jeweils von Montag bis Freitag als zweizeiliger Comic-Strip. Im Januar 2008 wurden wegen einer Erkrankung Volker Reiches erstmals ältere Folgen (aus dem Jahr 2003) wiederholt. Strizz war auch der erste Comic Strip, der es zu einer vierfarbigen ganzen Seite in einer überregionalen deutschen Tageszeitung brachte: an Silvester 2003. Seither ist auch in weiteren Silvesterausgaben der F.A.Z. jeweils eine kolorierte Langfolge erschienen.
Am Freitag, dem 2. Januar 2009, erschien der Strip zum letzten Mal in einer Werktagsausgabe der F.A.Z. Ab dem Folgetag wurde er auf einen wöchentlichen Erscheinungstakt umgestellt und hatte seinen Platz seither in der samstäglichen Feuilleton-Beilage Bilder und Zeiten, wo ihm eine halbe Seite Raum zur Verfügung stand statt – wie zuvor – eine Viertelseite. Am Freitag, dem 31. Dezember 2010 erschien die letzte Folge. 2015 ließen Volker Reiche und die F.A.Z. die Serie wieder aufleben. Vom 16. März 2015 an wurde jeweils montags eine Folge unter dem Titel Strizz unlimited veröffentlicht, bis andere Comics am gleichen Ort ihre Veröffentlichung fanden.
Vom 21. September 2018 an erschien Strizz in der Frankfurter Allgemeine Woche bis zu deren Einstellung. Zudem erschien Strizz im Feuilleton der FAZ zeitlich befristet, wenn Sportereignisse wie die Olympischen Spiele und die Fußball-WM bzw. Fußball-EM anstehen.

## Entstehungsgeschichte
Die F.A.Z. hatte bereits seit 2001 den Versuch, einen regelmäßigen Comic Strip zu etablieren, mit einer Serie von Steven Appleby gemacht, die jedoch bei den Lesern nur auf geringe Resonanz stieß. Reiche bewarb sich daraufhin bei der Feuilletonredaktion und erhielt Anfang 2002 den Auftrag, ein Konzept zu entwickeln. Nach viermonatiger Planungsphase erhielt er dann den Zuschlag.
Reiche plante einen Strip, der im heutigen Deutschland spielen sollte, mit einem festen Stamm von Charakteren, die die jeweils aktuellen Ereignisse aus ihrer Sicht kommentieren. Als Titel erwog Reiche ursprünglich Neustadt, was einen gleichnamigen Schauplatz in den Vordergrund gestellt und unter der vielköpfigen Akteursschar keinen Protagonisten privilegiert hätte. Dann entschied er sich dennoch für einen Helden namens „Strizz“. Da Reiche von Beginn an eine begleitende Website plante, dachte er sich einen Kunstnamen aus, um eine kurze einprägsame .de-Domäne eintragen lassen zu können. Das ausgedachte Wort „Strizz“ googelte er in der Konzeptphase, es gab dafür keinen einzigen Eintrag im Web, deshalb verlief die Anmeldung problemlos. Erst später fiel ihm auf, dass er bei der Namenswahl vielleicht den Namen eines Freundes, Klaus Strzyz, im Hinterkopf gehabt haben könnte, der sich genauso wie „Strizz“ ausspricht. An Wolfgang „Wolle“ Strzyz dachte Reiche dabei nach seinen Angaben "keine Sekunde". Der Schauplatz des Geschehens hingegen blieb zunächst namenlos, wenn auch die Verwendung bestimmter Straßennamen (z. B. Friedrichstraße, Grüneburgweg) stets die Vermutung nahelegte, dass es sich um die Heimatstadt der F.A.Z. handelt. Erst im Dezember 2006 fiel in einem Gespräch zwischen Tassilo und Herrn Paul explizit der Name Frankfurts.

## Besonderheiten
Die Folgen entstehen täglich neu; nach eigenen Angaben ist Reiche nicht in der Lage, Strizz auf Vorrat zu zeichnen.
Eine Besonderheit, die die Serie nur mit sehr wenigen anderen teilt – zu nennen wären etwa Eva im Tages-Anzeiger, Garry Trudeaus Doonesbury oder Walt Kellys Pogo –, ist ihre tagespolitische Aktualität, die durch ihre veröffentlichungsnahe Entstehung erst möglich wird. Anspielungen auf das reale Weltgeschehen, das sich außerhalb des Strips in der Zeitung abgehandelt findet, sind charakteristisch für Strizz. Durch die Vielfalt der Figurentypen wird eine politisch pluralistische Glossierung des Weltgeschehens ermöglicht; letztlich dominiert freilich jener Grundton des bürgerlichen Konservatismus, der das F.A.Z.-Feuilleton allgemein prägt.
Eine weitere Besonderheit ergibt sich aus ebendieser ständigen Referenz auf den Ablauf des Weltgeschehens: Die nicht erzählte Zeit „zwischen den Einzelfolgen“ ist nicht statisch. Zwar sind die Figuren – genretypischerweise – keiner physischen Alterung ausgesetzt, jedoch durchlaufen sie Erfahrungsprozesse, die ihre Charaktere nachhaltig anreichern und um neue Eigenschaften ergänzen; gelegentlich nehmen Figuren auch explizit Bezug auf Erlebnisse aus Episoden, die Wochen oder Jahre zurückliegen.
Eine im eher seltene Besonderheit im Strip-Genre zeichnet Reiche seit Herbst 2005: Da ließ er Irmi, Strizz’ Ehefrau, schwanger werden; am Tag des WM-Endspiels 2006 gebar sie Zwillinge. Damit führte Reiche in seine fortlaufende Erzählung endgültig den Faktor der personalen Lebenszeit und damit eines Alterungsprozesses von – zumindest einzelnen – Figuren ein. Die Frage, ob für die Babys die Geburt der letzte lebenschronologische Akt bleibe, wurde ein gutes Jahr nach ihrer Geburt geklärt: Statt nur noch, wie in den Monaten zuvor, die je letzte Silbe soeben gesprochener Worte imitieren zu können, waren die Babys jetzt im Stande, nicht im Vorfeld ausgesprochene Wörter zu artikulieren (beim Anblick Dinos, der von keiner anderen Person genannt worden war, sagte eines der Babys von sich aus „Ino“). Am 12. Februar 2008 war außerdem einer der Zwillinge erstmals aufrecht gehend zu sehen.
Seit Herbst 2008 ist auch Rafael in den Alterungsprozess eingetreten: „Seit ich deutlich sichtbar wachse, ist mein Sinn für Peinlichkeiten enorm gewachsen“, thematisiert er dies in der Folge vom 31. Oktober 2008 explizit. Tatsächlich ist sein Körper mittlerweile anders proportioniert als zu Beginn der Serie: Nahm Rafaels Kopf zunächst Kindchenschema-gerecht die Hälfte seiner Körperhöhe ein, so macht er nun nur noch ein Drittel aus.
Bereits im Laufe der ersten Folgen entstand die bis heute gültige Grundbesetzung, jedoch ergänzt Reiche diese immer wieder um neue Figuren. In einigen ihrer Namen hat er seine Freunde aus der Comic-Szene verewigt: Archivar Berres etwa ist benannt nach dem Zeichner und ICOM-Dokumentaristen Werner P. Berres. Namenspatin für Strizz’ Ehefrau Irmi ist Volker Reiches eigene Gattin, während Herrn Leos Sekretärin, Frau Gerhardt, nach der Donaldistin Martina Gerhardt benannt ist. Leonie ist einem damals 7-jährigen Mädchen nachempfunden, die sich in einem Leserbrief beschwert hat, es gäbe zu wenig weibliche Figuren in der Serie. F.A.Z.-Redakteur Andreas Platthaus hatte einen Gastauftritt als geiziger „Bankier Platthans“, sein Kollege Patrick Bahners figurierte im Sommer 2008 als Hamster „Patrick“, der in einer Diskussion unter Tieren durch ausführliche verfassungsphilosophische Grundsatzerwägungen auffiel, wie sie auch in Bahners’ Artikeln oftmals Raum finden.

## Charaktere
- Strizz, ein denkender, aber nicht immer fleißiger Buchhalter, der auch bei der Arbeit zu leben versucht
- Irmi, seine Maler-Frau (Hochzeit war am 28. April 2006), die ihm gegenüber sozusagen den gesunden Menschenverstand verkörpert
- Leo, der väterliche Chef von Leo & Co., der alle Kapriolen von Strizz mit stoischer Gelassenheit – trotz mancher Ausbrüche – erduldet
- Rafael, Strizz’ Neffe, philosophischer Bubenkopf und Direktor eines Schokoladenmuseums, und die übrigen Mitglieder seines philosophischen Sextetts:

- Krock, das grimmige Krokodil
- Dino, der patente Dinosaurier
- Leonie, die etwas kokette Giraffe
- Driver, der agile Autofahrer
- Herr Teddy, der traurig schauende Bär
- Quieki, das Sparschwein, das zwar ebenfalls verschiedene Rollen ins Rafaels Theateraufführungen übernimmt, aber nicht Teil des philosophischen Sextetts ist

außerdem:
- Irmis Mutter Paula, auch Omi genannt, eine Frau mit viel Lebenserfahrung
- Gabriele, deren kettenrauchende Freundin
- Paula und Vincent, die Zwillinge von Strizz und Irmi, geboren am 9. Juli 2006, dem Tag des WM-Finales;
- Herr Berres, der misanthropische Archivar von Leo & Co., der mit den Ratten Lilo und Bernd im Keller bzw. in einem Papiermüllcontainer oder einem Wohnwagen auf dem Firmenhof haust;
- Clara, eine oft dreiste Spielkameradin von Rafael

sowie:
- Herr Paul, Leos Kater mit Diktatorenehrgeiz, der stets mit jedem Streit anfängt, insbesondere mit seinem Intimfeind Wolle vom Grüneburgweg
- Tassilo, der Haiku dichtende Hofhund
- Müller, Irmis altruistischer Dackel
- Frau Gerhardt, Herrn Leos Chefsekretärin, taucht erstmals im Oktober 2004 auf. Sie benutzt ein Spracherkennungssystem zum Bedienen ihres Computers und verehrt ihren Chef, dem sie Pullover strickt
- Inga, Frau Gerhardts weiße Katze, kam im September 2006 ins Spiel. Sie hat ihren Artgenossen Herrn Paul für sich eingenommen, wird aber (bisweilen) auch von Wolle verehrt
- Wolle, ungebildeter Kater aus einfachen Verhältnissen, Freund von Müller und Tassilo, aber erklärter Erzfeind von Herrn Paul
- die Jungkater des Grüneburgweges (ebenfalls erklärte Erzfeinde von Herrn Paul)
- der Vogel Teresa und weitere noch namenlose Vögel

## Buchveröffentlichungen
Die ersten vier Bände erschienen bei C. H. Beck (Beck’sche Reihe), die darauf folgenden beim F.A.Z.-Institut:
- Strizz. Das erste Jahr – Kein Problem, Chef!, 2004, ISBN 3-406-51075-2
- Strizz. Das zweite Jahr – Dieses Land braucht Schwung!, 2004, ISBN 3-406-51129-5
- Strizz. Das dritte Jahr – Es gibt schlechtere Kant-Darsteller …, 2005, ISBN 3-406-52807-4
- Strizz. Das vierte Jahr – Öh … Das dauert, Chef …, 2006, ISBN 3-406-54114-3
- Strizz. Das fünfte Jahr, 2007, ISBN 3-899-81130-5
- Strizz. Das sechste Jahr, 2008, ISBN 978-3-89981-167-4
- Strizz. Das siebte Jahr, 2009, ISBN 978-3-89981-190-2
- STRIZZ – Das achte und neunte Jahr, 2011, limitierte Ausgabe ohne ISBN, JNK-Verlag, der auch die Zeitschrift Comixene herausgab.

Außerdem:
- Strizz, Frankfurter Allgemeine Zeitung, Frankfurt am Main 2005. (Klassiker der Comic-Literatur, Band 6) ISBN 3-89981-087-2

## Auszeichnungen
- 2008 erhielt Volker Reiche für seine Comic-Reihe „Strizz“ den Swift-Preis für Wirtschaftssatire der Stiftung Marktwirtschaft.[3]